# Уппландс-Бру (комуна)
Комуна Уппландс-Бру (швед. Upplands-Bro kommun) — адміністративно-територіальна одиниця місцевого самоврядування, що розташована в лені Стокгольм у центральній Швеції.
Уппландс-Бру 232-а за величиною території комуна Швеції. Адміністративний центр комуни — місто Кунгсенген.

## Населення
Населення становить 24 353 чоловік (станом на січень 2013 року).
| Кількість населення комуни Уппландс-Бру за 1970-2010 роки | Кількість населення комуни Уппландс-Бру за 1970-2010 роки | Кількість населення комуни Уппландс-Бру за 1970-2010 роки | Кількість населення комуни Уппландс-Бру за 1970-2010 роки | Кількість населення комуни Уппландс-Бру за 1970-2010 роки |
| --------------------------------------------------------- | --------------------------------------------------------- | --------------------------------------------------------- | --------------------------------------------------------- | --------------------------------------------------------- |
| Рік                                                       |                                                           |                                                           | Населення                                                 |                                                           |
| 1970                                                      | 1970                                                      |                                                           | 10 936                                                    | 10 936                                                    |
| 1975                                                      | 1975                                                      |                                                           | 14 792                                                    | 14 792                                                    |
| 1980                                                      | 1980                                                      |                                                           | 18 489                                                    | 18 489                                                    |
| 1985                                                      | 1985                                                      |                                                           | 19 887                                                    | 19 887                                                    |
| 1990                                                      | 1990                                                      |                                                           | 20 191                                                    | 20 191                                                    |
| 1995                                                      | 1995                                                      |                                                           | 20 025                                                    | 20 025                                                    |
| 2000                                                      | 2000                                                      |                                                           | 20 878                                                    | 20 878                                                    |
| 2005                                                      | 2005                                                      |                                                           | 21 327                                                    | 21 327                                                    |
| 2010                                                      | 2010                                                      |                                                           | 23 676                                                    | 23 676                                                    |
| Джерело: SCB                                              |                                                           |                                                           |                                                           |                                                           |

## Населені пункти
Комуні підпорядковано 5 міських поселень (tätort) та низка сільських, більші з яких:
- Кунгсенген (Kungsängen)
- Бру (Bro)
- Брунна (Brunna)
- Сильта (Sylta)
- Гобу-Тіббле-Киркбю (Håbo-Tibble kyrkby)

## Галерея

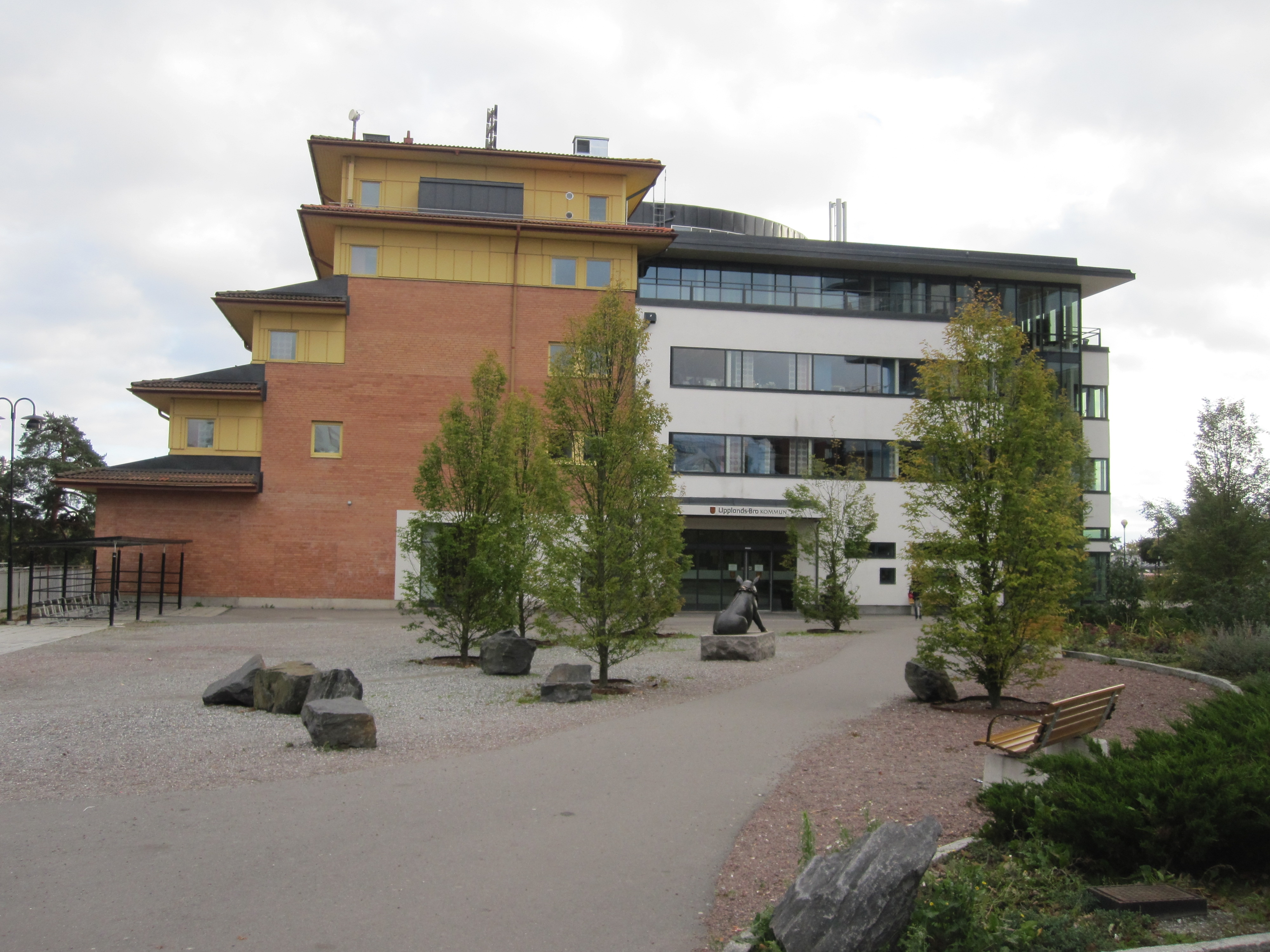
Управа комуни (Кунгсенген)
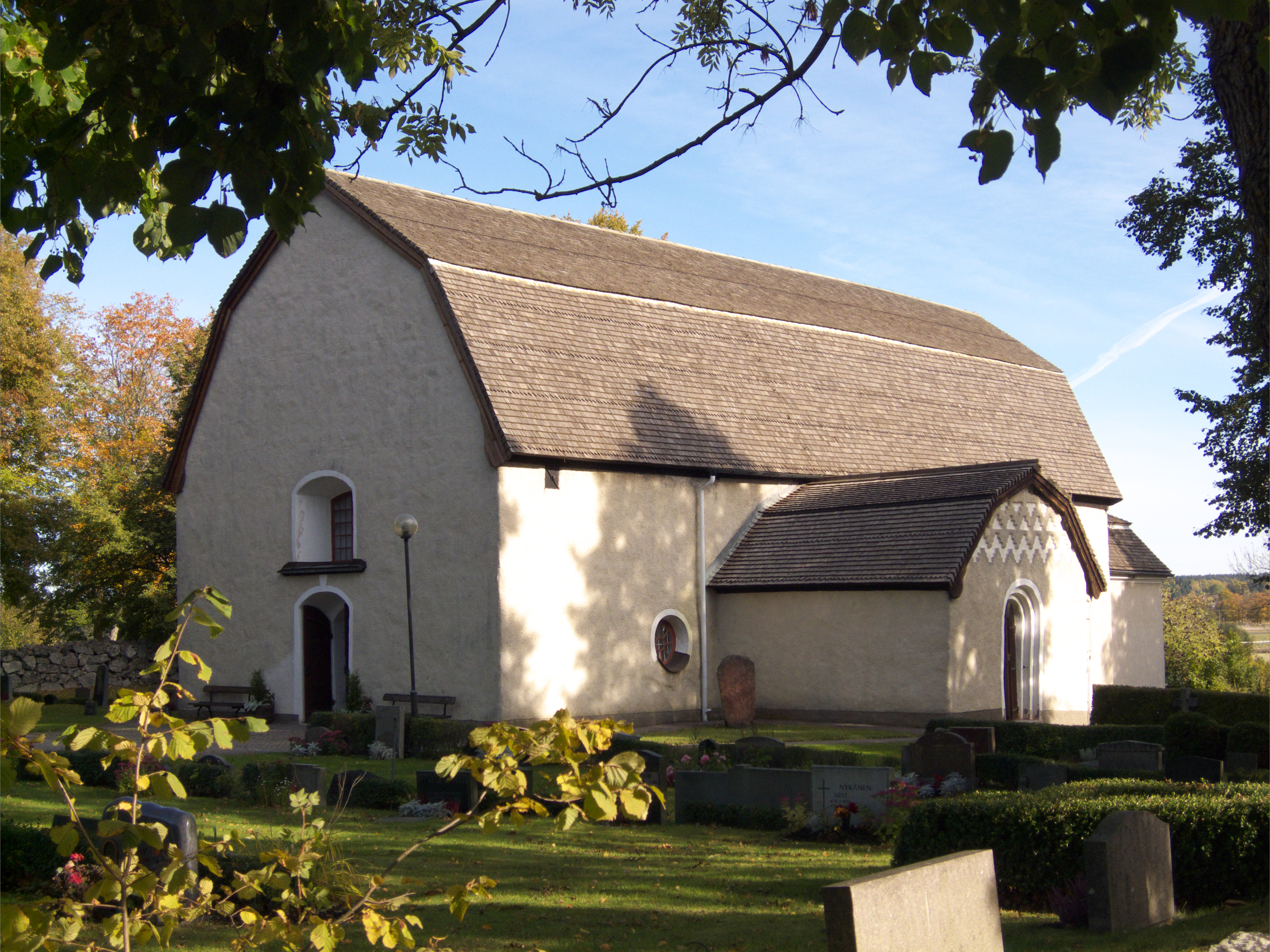
Церква (Бру)
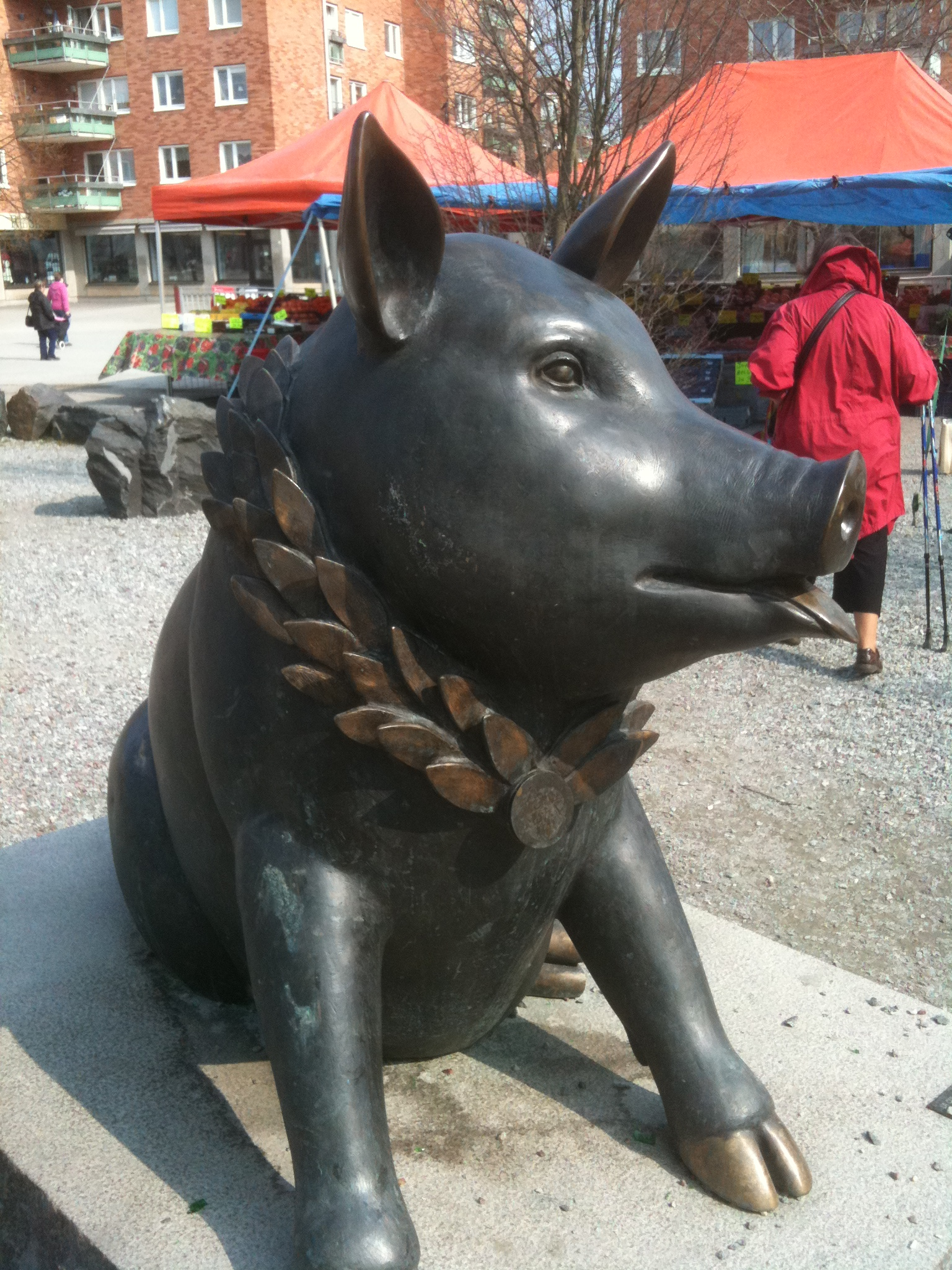
Свинка з Кунгсенгена
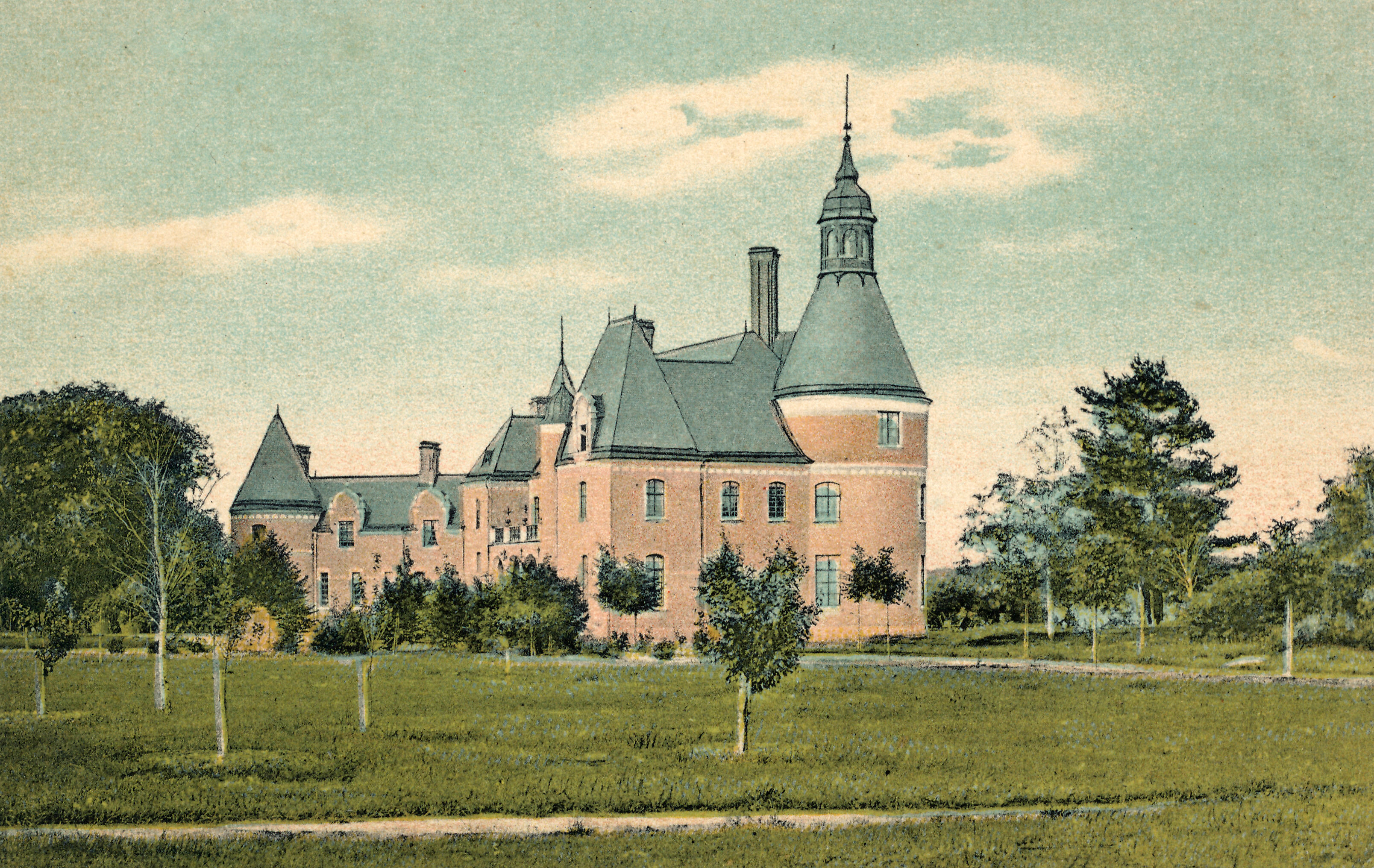
Замок Лейондаль

## Виноски
1. ↑  Andersson P. Sveriges kommunindelning 1863-1993 — Mjölby: Draking, 1993. — 132 с. — ISBN 978-91-87784-05-7
2. ↑  Kommunstyrelse — комуна Уппландс-Бру.
3. ↑  Folkmangd i riket, lan och kommuner (шв.) . Центральне бюро статистики Швеції. Архів оригіналу за 20 серпня 2013. Процитовано 28 лютого 2013.